# 学校法人聖カタリナ学園
学校法人聖カタリナ学園（がっこうほうじんせいカタリナがくえん）は、愛媛県松山市北条に本部を置く学校法人。

## 概要
聖ドミニコ宣教修道女会を経営母体とし、1924年に愛媛県において初めてのミッションスクールとして開学。大学・短期大学の他に高等学校3校と幼稚園5園を運営している。

## 沿革
- 1925年 - 松山美善女学校を開校。
- 1931年 - 松山美善女学校を松山商業女学校に改称。
- 1942年 - 松山商業女学校を松山女子商業学校に改称。
- 1945年 - 戦災で松山女子商業学校の校舎設備全部を焼失。
- 1948年 - 学制改革により松山女子商業学校を松山女子商業高等学校に改称。
- 1951年 - 聖家族女子高等学校を開校。
- 1954年 - 聖家族幼稚園を開園。
- 1963年 - 光ヶ丘女子高等学校を開学。聖カタリナ幼稚園を開園。
- 1965年 - 拓川幼稚園を引き継ぎ、ロゼリオ幼稚園に改称。
- 1966年 - 聖カタリナ女子短期大学を開学。
- 1968年 - 松山女子商業高等学校を聖カタリナ女子高等学校に改称。
- 1971年 - 聖カタリナ女子短期大学付属幼稚園（現：聖カタリナ大学付属幼稚園）を開校。
- 1988年 - 聖カタリナ女子大学を開学。
- 2001年 - 聖家族女子高等学校を京都聖カタリナ女子高等学校に改称。
- 2004年 - 聖カタリナ女子大学を聖カタリナ大学に改称し、男女共学化。聖カタリナ女子短期大学を聖カタリナ大学短期大学部に改称、男女共学化。
- 2006年 - 京都聖カタリナ女子高等学校を京都聖カタリナ高等学校に改称。
- 2016年 - 聖カタリナ女子高等学校を聖カタリナ学園高等学校に改称。男女共学スタート。

## 運営校
- 聖カタリナ大学
- 聖カタリナ学園高等学校
- 京都聖カタリナ高等学校
- 光ヶ丘女子高等学校
- 聖カタリナ大学短期大学部附属幼稚園
- ロザリオ幼稚園
- 聖マリア幼稚園
- 聖家族幼稚園
- 聖カタリナ幼稚園